# Вестфальская линия

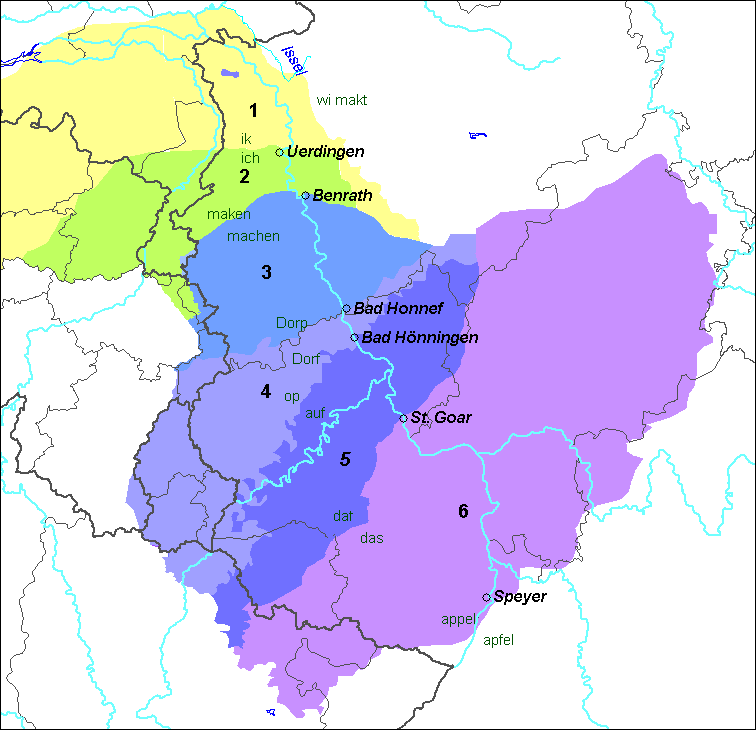
Рейнская переходная область. Вестфальская линия в области перпендикулярна линиям ik/ich и maken/machen

Вестфа́льская ли́ния (нем. Westfälische Linie; также — Einheitsplurallinie или Rhein–IJssel–Linie) — одна из изоглосс немецкоязычного языкового пространства, которая разделяет нижнефранкские диалекты от нижнесаксонских и доходит вместе с линией Бенрата до самого Балтийского моря. Название «линия единого множественного числа» характерно для немецкой диалектологической традиции в большей степени, так как это название отражает свойства диалектов, ограничиваемых линией.

## Распространение
В IX веке данная область в современных Нидерландах находилась под властью франков и фризов, однако после их миграции на это место пришли саксы. Во второй половине XIV века изоглосса проходила вдоль Эйссела и совпадала с границами герцогства Гельдерн и архиепархии Утрехта. Со временем она всё дальше уходит на юг, и сегодня уже начинается к югу от Хардервейка и проходит прямо в направлении Зютфена, к югу от которого линия проходит вдоль реки Иссель и натыкается на немецко-нидерландскую границу.
Таким образом, очертания современной вестфальской изоглоссы можно представить линией Иссельбург—Рес—Дорстен—Эссен—Лангенберг—Бармен—Радеформвальд—Хюккесваген—Майнерцхаген. В районе Хильхенбаха вестфальская линия натыкается на линию Бенрата и сливается с ней. В районе Бад-Закса изоглосса уходит от линии Бенрата и следует по линии Вернигероде—Деренбург—Хальберштадт—Грёнинген—Зеехаузен—Кальфёрде—Эбисфельде—Данненберг—Люнебург—Ратцебург. У Любека линия заканчивается.

## Диалектологические особенности
Рейнские диалекты имеют всего две формы глагола в презенсе для множественного числа, как и в литературном языке. В нижнерейнском, а также исторически в нидерландском принятая норма: wij maken, jij maakt, zij maken. В немецком: wir machen, ihr macht, sie machen. Однако же в современном нидерландском вместо jij maakt повсеместно используется jullie maken, что позволяет говорить о влиянии феномена единого множественного числа, за которым следует линия.
В вестфальском диалекте у глаголов множественного числа презенса индикатива присутствует окончание -t: wi maket, gi maket, se maket. В формах конъюнктива они принимают окончания -en.
На западе, в Вестфалии, Вестмюнстерланде, Гольштейне, а также в ганзейских городах Бремен и Гамбург преобладает «нижнесаксонский» способ образования множественного числа глаголов, в то время как в эльбостфальском (Магдебург), маркско-бранденбургском, мекленбургско-переднепомеранском, а также в среднепомеранском, нижнепрусском диалектах (Гданьск, Западная и Восточная Пруссия) и частично в языке немцев Прибалтики используются формы, близкие к литературной норме.